# A Great Place to Call Home
A Great Place to Call Home (Originaltitel: Jules) ist ein US-amerikanischer Spielfilm aus dem Jahr 2023 von Regisseur Marc Turtletaub nach einem Drehbuch von Gavin Steckler mit Ben Kingsley, Jade Quon, Harriet Harris, Jane Curtin und Zoë Winters. Die Science-Fiction-Filmkomödie wurde am 22. März 2023 als Eröffnungsfilm des Sonoma International Film Festivals gezeigt.

## Handlung
Der 78-jährige Milton ist ein in einer Kleinstadt in Pennsylvania alleinlebender Witwer, seinen Lebensabend verbringt er unter anderem mit Gartenarbeit. Außerdem besucht er regelmäßig Gemeindetreffen, bei denen er immer wieder die Bitte nach Änderung des Slogans für die Stadt vorbringt, der bisherige Slogan A Great Place to Call Home sei seiner Meinung nach zu missverständlich. Bei den Gemeindetreffen wird er kaum ernst genommen. Unterstützung erhält er von seiner Tochter Denise. 
Eines Nachts gelangt nach einer Notlandung ein UFO in Miltons Blumenbeet. Er benachrichtigt die Behörden, allerdings will ihm dort niemand Glauben schenken. Am nächsten Morgen entdeckt er einen Bewohner des Raumschiffs, ein kleines, menschenähnliches Wesen. Milton versorgt den Außerirdischen mit einer Decke und Wasser und bringt ihn in seinem Haus unter. Dort entdeckt er dessen Vorliebe für Äpfel. 
Bald darauf finden auch Miltons Bekannte Sandy und Joyce den außerirdischen Gast in Miltons Haus, Sandy nennt ihn „Jules“. Jules, sitzt unter anderem ruhig vor dem Fernseher und versucht, sein Raumschiff zu reparieren, wofür er tote Katzen benötigt. Milton, Sandy und Joyce versuchen ihn bei der Reparatur zu unterstützen. Jules spricht selbst nicht, hört aber den Gesprächspartnern aufmerksam zu. Währenddessen berichten die Fernsehnachrichten, dass die Regierung nach einem Wettersatelliten sucht, der in der Nähe abgestürzt sein soll.

## Besetzung und Synchronisation
Die deutschsprachige Synchronisation übernahm die Berliner TaunusFilm Synchron GmbH. Dialogregie führte Gundi Eberhard.
| Rolle                              | Darsteller            | Synchronsprecher      |
| ---------------------------------- | --------------------- | --------------------- |
| Milton Robinson                    | Ben Kingsley          | Pierre Peters-Arnolds |
| Sandy                              | Harriet Sansom Harris | Karin David           |
| Bürgermeister Martinez             | Teddy Cañez           | Sven Brieger          |
| Danny                              | Cody Kostro           | Julian Tennstedt      |
| Dave                               | Aubie Merrylees       | David Kunze           |
| Denise Robinson                    | Zoe Winters           | Rubina Nath           |
| Dr. North                          | Anna George           | Melanie Pukaß         |
| Joyce                              | Jane Curtin           | Katharina Lopinski    |
| Nachrichtensprecher Aaron Campbell | Andy Daly             | Frank Röth            |
| Polizeichef                        | Lee R. Sellars        | Marko Bräutigam       |
| Polizist                           | Patrick Noonan        | Tobias Nath           |

## Veröffentlichung
Premiere war am 22. März 2023 am Sonoma International Film Festival, wo der Film als Eröffnungsfilm gezeigt wurde.
In den USA kam der Film am 11. August 2023 in die Kinos, der deutsche Kinostart war am 1. Februar 2024.
Der Film erschien am 12. September 2024 als deutsche DVD. Als Stream-Version ist er inzwischen auch verfügbar.

## Produktion und Hintergrund
Der Film wurde von der Big Beach Films  produziert, als Produzenten fungierten Debbie Liebling, Andy Daly, Michael B. Clark, Alex Turtletaub und Regisseur Marc Turtletaub sowie als Executive Producer David Bausch. Dreharbeiten fanden ab September 2021 im US-Bundesstaat New Jersey statt, Drehorte waren Boonton und Chatham.
Die Kamera führte Christopher Norr, die Musik schrieb Volker Bertelmann und die Montage verantwortete Ayelet Gil-Efrat. Das Production-Design gestaltete Richard Hoover, das Sound-Design Robert Hein und das Kostümdesign Stacy Jansen. Den Vertrieb in Deutschland, Österreich und der Schweiz übernahm die Neue Visionen Filmverleih GmbH.
Jules wurde von Stuntfrau Jade Quon verkörpert (sie ist 1,50 m groß), die unter anderem in Transformers: The Last Knight und Iron Man 3 mitwirkte.

## Rezeption
Frank Scheck lobte auf Hollywoodreporter.com die Darbietungen des ungewöhnlich zurückhaltenden Ben Kingsley. Das Drehbuch mit Skurrilität und schwarzem Humor wirke in seinen barocken Schnörkeln manchmal etwas übertrieben. Dennoch funktioniere es wunderbar dank der bewegend prägnanten Darstellung von Kingsley, Harris und Curtin. Die wahre schauspielerische Ehre gebühre Jade Quon, obwohl sie kein Wort sage, sei ihr Jules rührend liebenswert.
Owen Gleiberman dagegen befand auf variety.com, dass in dem Film nicht genug los sei. Es sei zwar alles sehr süß, aber es fehle an Leidenschaft. Vielmehr handle es sich um einen Comedy-Sketch, der zu einem blassen Märchen aufgeblasen würde.
Gaby Sikorski vergab auf Filmstarts.de 3,5 von 5 Sternen. Der Film verspreche ein kleines, feines Kinoerlebnis, das lange nachwirke sowie intelligente und humorvolle Unterhaltung mit Tiefsinn.
Simone Reber bewertete den Film auf rbb-online.de mit fünf von fünf Sternen und bezeichnete ihn als „wunderbar wehmütige Komödie, die das Unwirkliche wirklich erscheinen lässt und die Wirklichkeit nicht mehr ganz so schwer“.
Oliver Armknecht vergab auf film-rezensionen.de sieben von zehn Punkten. Die Produktion sei eine angenehm zurückhaltend erzählte und lebensbejahende Tragikomödie.
Valerie Dirk meinte auf DerStandard.at, dass man bei „Turtletaubs nettem, unaufgeregtem Film“ unweigerlich an Louis und seine außerirdischen Kohlköpfe denken müsse.

## Auszeichnungen und Nominierungen
Artios Awards 2024
- Nominierung für das Beste Casting in einem Low-Budget-Film (Avy Kaufman)[19]

Saturn-Award-Verleihung 2024
- Nominierung als Bester Independentfilm
- Nominierung als Bester Hauptdarsteller (Ben Kingsley)
- Nominierung als Beste Nebendarstellerin (Jane Curtin)